# اطلس صحرایی
اطلس صحرایی (عربی: الأطلس الصحراوي) رشته‌کوهی است در کوه‌های اطلس. اطلس صحرایی عمدتاً در الجزایر واقع شده و انتهای شرقی آن در تونس قرار دارد. گرچه نه به اندازه اطلس بزرگ در مراکش، اما چکادهای اطلس صحرایی بلندتر از کوهستان اطلس تلی است که به موازات و نزدیک به ساحل امتداد دارد.
بلندترین قله اطلس صحرایی کوه عیسی با ۲۲۳۶ متر بلندا است که در کوهستان قصور واقع شده‌است.